# Batalha de Numistro
A Batalha de Numistro foi uma batalha travada no final do versão de 210 a.C. entre o exército cartaginês, comandado por Aníbal, e um exército romano, dirigido pelo cônsul Marco Cláudio Marcelo, no contexto da Segunda Guerra Púnica.

## Contexto histórico
Lívio descreve aquele momento específico da guerra que já vinha sendo travada por oito anos:
| “ | Não houve outro momento da guerra no qual cartagineses e romanos [...] se encontravam em grandes dúvidas entre a esperança e o medo. Na realidade, os romanos nas províncias, de um lado pela derrota na Hispânia, de outro pela vitória das operações na Sicília (212-211 a.C.), se dividiam entre a alegria e a dor. Na Itália, a perda de Taranto gerou perdas e muito temor, mas a vitoriosa defesa na cidadela contra todas as esperanças gerou grande satisfação (212 a.C.). O súbito choque e terror de ver Roma cercada e atacada logo depois foi trocado pela alegria da rendição de Cápua. Também a guerra ultramar estava equilibrada entre as partes [...]: [se de um lado] Filipe se tornou inimigo de Roma em um momento totalmente desfavorável (215 a.C.), novos aliados foram feitos, como os etólios e Átalo, rei da Ásia, quase como se a Fortuna já estivesse prometendo aos romanos o império do oriente. Da parte dos cartagineses, se contrapunha à perda de Cápua, a captura de Taranto e, se era motivo de glória para eles, a marcha até as próprias muralhas de Roma sem que ninguém pudesse interrompê-los; por outro lado o arrependimento pela empreitada vã e a vergonha de que, enquanto estavam sob os muros de Roma, por uma outra porta partiu um exército romano para a Hispânia. Na mesma Hispânia, quando se esperava que os cartagineses buscassem o fim da guerra e caçassem os romanos depois de haver destruído dois grandes generais, Públio e Cneu Cornélio, e seus exércitos [...] esta mesma vitória acabou inutilizada por causa de um general improvisado, Lúcio Márcio. E assim, graças às ações equilibradas do destino, de ambas as partes estavam intactos a esperança e o temor, como se, a partir daquele preciso momento, tivesse começado pela primeira vez a guerra inteira. | ” |
|   | — Lívio, Ab Urbe Condita XXVI, 37. |   |

## Vitórias anteriores
No começo do consulado de 210 a.C., o exército cartaginês na Itália perdeu, por meio de uma traição, a cidade de Salápia, uma relevante base na costa adriática no norte da Apúlia. Ali ficava estacionada uma importante guarnição de cavalaria, que foi completamente aniquilada. De acordo com as fontes romanas, estas baixas fizeram com que Aníbal perdesse a grande superioridade em cavalaria que havia demonstrado até então e fez com que ele voltasse para a sua retaguarda, em Brúcio, provavelmente para tentar substituir as baixas sofridas com novas tropas que pudesse ter nas guarnições da região. Depois disto, os cartagineses conseguiram sua vingança com a aniquilação completa, por Aníbal, do exército romano na Apúlia e era comandado pelo procônsul Cneu Fúlvio Centúmalo na Segunda Batalha de Herdônia, uma vitória que ele conseguiu marchando com rapidez de Brúcio até o norte da Apúlia e pegando os romanos de surpresa. Apesar da vitória, Aníbal decidiu evacuar Herdônia e toda a sua população, que foi levada para Metaponto, pois a cidade, sendo a única em poder dos cartagineses na região, era apenas uma questão de tempo que ela também traísse Aníbal. Enquanto isto, as tropas romanas, comandadas pelo cônsul Cláudio Marcelo, tomaram as cidades samnitas de Meles e Maronea, que também eram protegidas por contingentes cartagineses.
Com o objetivo de frear o exército cartaginês, Cláudio Marcelo, depois de anunciar suas intenções numa carta ao Senado Romano, avançou de Sâmnio com seu exército para interceptar Aníbal, que estava acampado na Lucânia, na cidade de Numistro (perto da moderna Muro Lucano). Depois de destruído o exército de Fúlvio Centúmalo em Herdônio, o exército de Marcelo era o único exército romano no sul da Itália, com exção de um reduzido contingente formado por uma legião e uma ala que ocupava a recém-capturada cidade de Cápua sob o comando de Quinto Fúlvio Flaco. Uma batalha decisiva podia ter consequências importantes para o controle do sul da Itália.
Numistro se encontrava perto da ponte romana de Melandro, perto da moderna Balvano, a uns quinze quilômetros ao sul e conhecida como "ponte de Aníbal" por ter substituído uma outra construída pelo general cartaginês. Este detalhe permite inferir que a localidade era um ponto intermediário em uma rota empregada pelo exército cartaginês entre a Apúlia e Brúcio, região que Aníbal contava como sendo sua retaguarda. Marcelo havia interceptado o retorno do general cartaginês com suas forças justamente neste território.

## Batalha

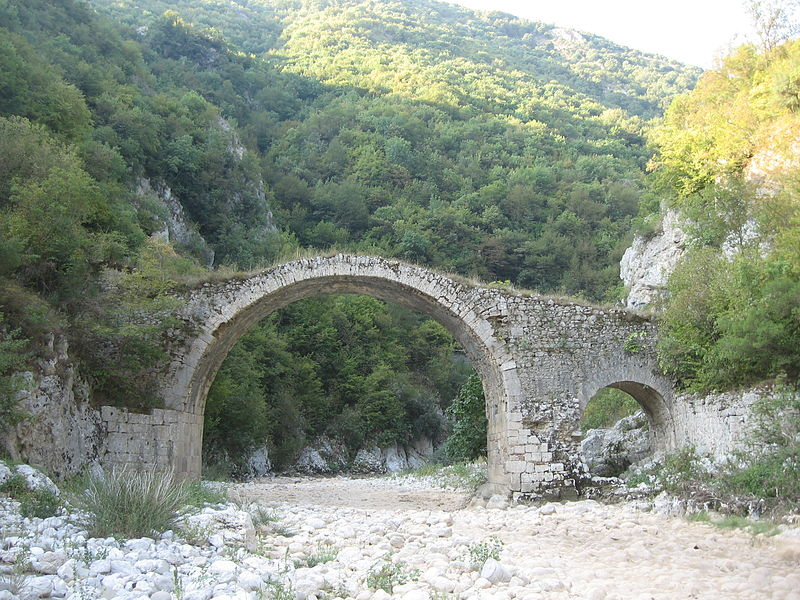
A "Ponte de Aníbal" em Melandro, perto de Numistro.

Os cartagineses montaram seu acampamento em uma elevação enquanto que os romanos o fizeram numa planície perto da cidade. O combate se iniciou relativamente rápido com a saída para o campo de batalha dos homens de Marcela. Aníbal aceitou o desafio e dispôs suas forças em ordem de batalha. De acordo com o relato de Lívio, os romanos alinharam na vanguarda a I Legião junto com a ala de aliados (alae sociorum) direita. Durante a batalha, estas unidades foram substituídas pela III Legião e pela ala esquerda. Da parte dos cartagineses, também houve a substituição de sua primeira linha de combate por unidades da reserva. O combate se encerrou ao cair da noite. Lívio cita ainda que participaram do combate os famosos fundeiros baleares e a infantaria hispânica no exército de Aníbal
Apesar de Frontino indicar que Aníbal teria vencido a batalha, destacando a importância da defesa do terreno que flanqueava as posições cartaginesas, Lívio e Plutarco contam que o resultado desta grande batalha não foi conclusivo e que ela terminou com Aníbal se retirando, negando-se a lutar no dia seguinte.

## Eventos posteriores
Marcelo, depois de deixar seus feridos com uma guarnição, comandada por Lúcio Fúrio Purpúreo, em Numistro, perseguiu o general cartaginês até Venúsia, na Apúlia, onde ocorreram diversas escaramuças. Apesar de sua resistência em abandonar as tropas no fronte para voltar para Roma, Marcelo acabou tendo que voltar à capital para nomear um ditador para organizar as eleições consulares, retornando em seguida à Apúlia para preparar o início da campanha seguinte. Depois de receber uma carta do novo cônsul, Fábio Máximo, pedindo-lhe que endurecesse as operações contra Aníbal, no início do ano seguinte, 209 a.C., depois de levantar seus acampamentos de inverno, Marcelo travaria, em Canúsio, uma nova batalha contra Aníbal.
Dada a sucessão de eventos conhecidos em 210 a.C., a Batalha de Numistro deve ter ocorrido já com o consulado já no final de seu mandato, mas com alguma margem para as operações seguintes em Venúsia imediatamente antes das eleições consulares. Já a batalha em Canúsio deve ter ocorrido logo depois de iniciado o novo consulado, o que nos permite inferir que as duas batalhas estão separadas por um período de cerca de seis meses.